# Caravanserrall

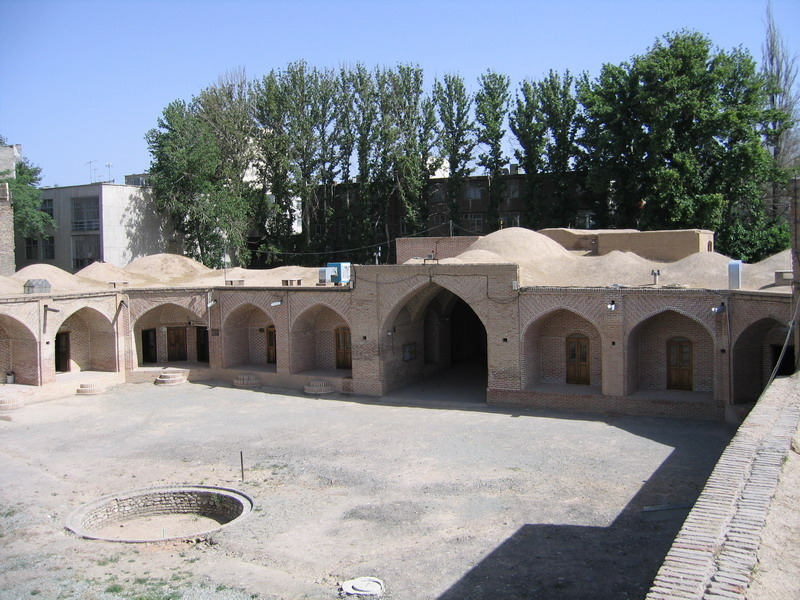
Caravanserrall de Karaj, Iran, època safàvida

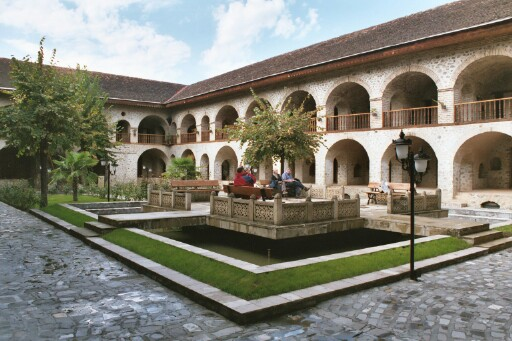
Caravanserrall i actual hotel a Shaki (Azerbaidjan)

Un caravanserrall (del persa, كاروان caravan, 'viatgers' i سرا sarayı, 'hostal', 'refugi', 'palau') o khan era un edifici situat al llarg de les grans vies de comunicació del món musulmà (especialment les de la ruta de la Seda), destinat a acollir les caravanes a la fi d'una etapa de viatge. Estava constituït en general per quatre cossos d'habitació, sovint amb un pis, amb un gran pati interior quadrat per a acollir els camells i cavalls; hi havia una font per a les ablucions i a vegades també una mesquita. A les ciutats de certa importància, a més de la seva funció d'hostal, era utilitzat per a vendre-hi les mercaderies. Correspon als alfòndecs (al-fúnduq) mediterranis.